# Phyllurus isis
Espèce
Phyllurus isis est une espèce de gecko de la famille des Carphodactylidae.

## Répartition
Cette espèce est endémique du Queensland en Australie. 

## Publication originale
- Couper, Covacevich & Moritz, 1993 : A review of the leaf-tailed geckos endemic to eastern Australia: a new genus, four new species, and other new data. Memoirs of the Queensland Museum, vol. 34, n. 1, p. 95-124 (texte intégral).